# Montchegorsk
Montchegorsk (en russe : Мончегорск) est une ville de l'oblast de Mourmansk, en Russie. Sa population s’élevait à 41 482 habitants en 2019.

## Géographie
Montchegorsk est située dans la péninsule de Kola, au pied des monts Khibiny, au bord du lac Imandra, à 116 km au sud de Mourmansk et à 1 377 km au nord de Moscou.

## Histoire

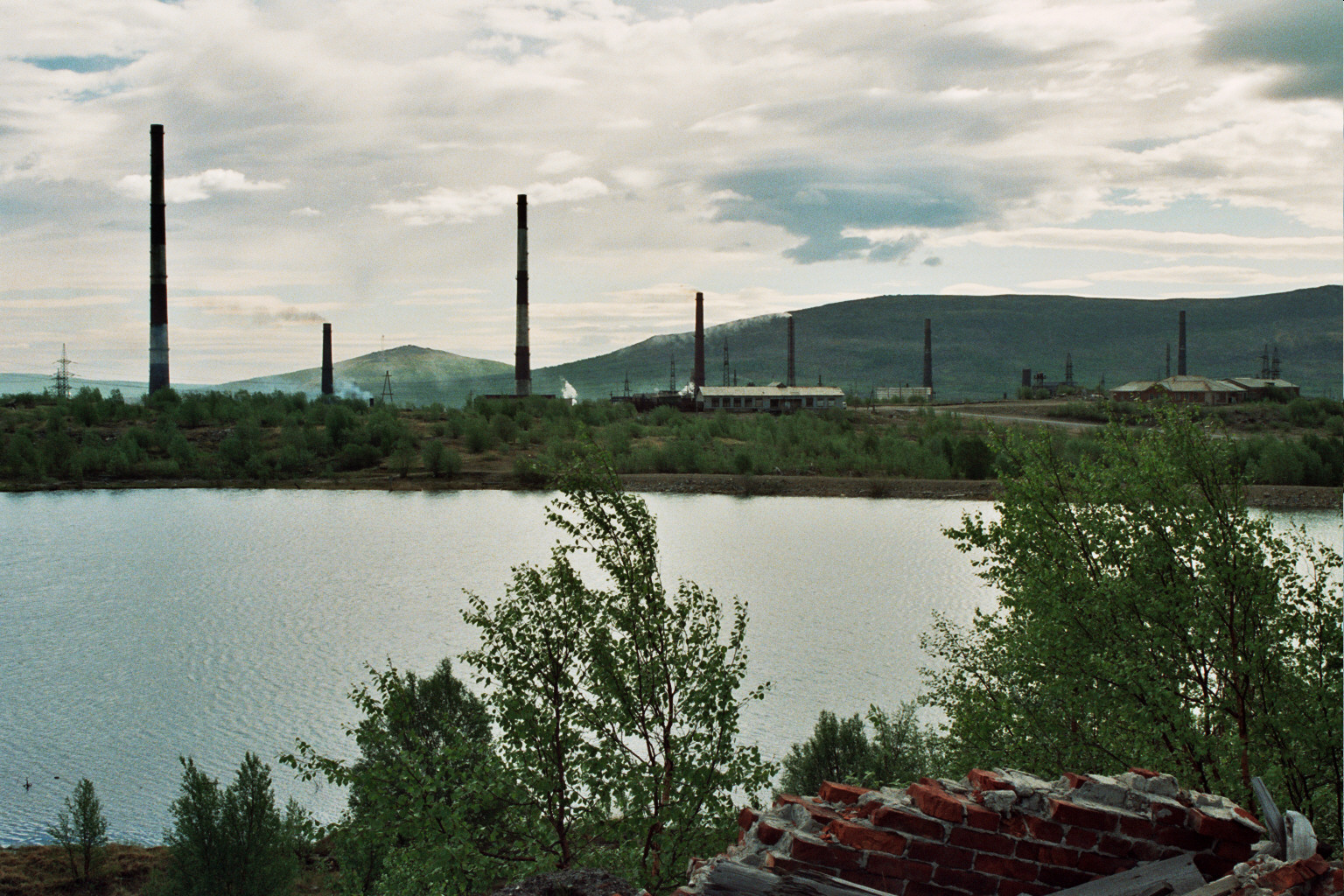
Usines de traitement du nickel et du cuivre.

Montchegorsk a été fondée en 1937 en relation avec la mise en exploitation d’un important gisement de nickel. C'est un centre industriel important : exploitation minière et métallurgie du cuivre et du nickel, par le combinat Severonikel, devenu la société Kola GMK, qui fait partie du groupe Nornickel. L'entreprise, qui emploie 17 000 personnes dans la région, est aussi à l'origine de graves pollutions.
L'armée de l'air russe possède une base aérienne à Montchegorsk.

## Population
Recensements (*) ou estimations de la population
| 1939*  | 1959*  | 1970*  | 1979*  | 1989*  |
| ------ | ------ | ------ | ------ | ------ |
| 28 450 | 45 523 | 45 980 | 51 401 | 68 652 |

| 2002*  | 2010*  | 2012   | 2013   | 2014   |
| ------ | ------ | ------ | ------ | ------ |
| 52 242 | 45 361 | 44 643 | 44 007 | 43 470 |

| 2015   | 2016   | 2017   | 2018   | 2019   |
| ------ | ------ | ------ | ------ | ------ |
| 43 213 | 42 893 | 42 581 | 42 099 | 41 482 |

## Culte
Montchegorsk fait partie pour l'Église orthodoxe russe de l'éparchie de Mourmansk. La communauté orthodoxe, majoritaire dans la ville, dispose de trois lieux de culte : la cocathédrale de l'Ascension, la chapelle Saint-Pantaléon et la chapelle de la maison de Miséricorde.

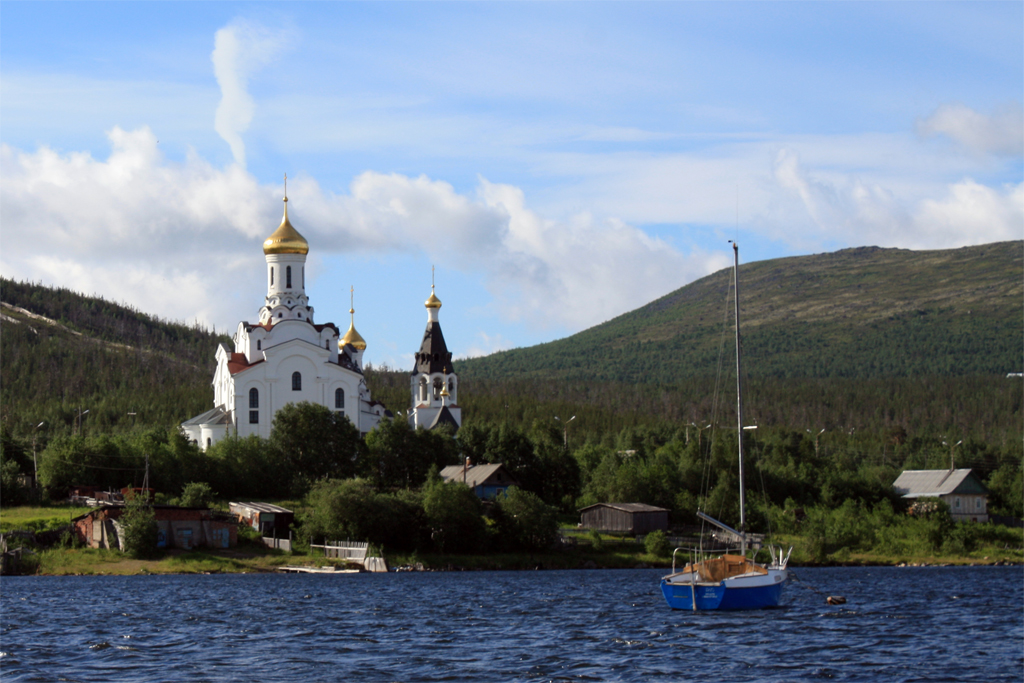
Cocathédrale de l'Ascension.